# Florian Ambrosius

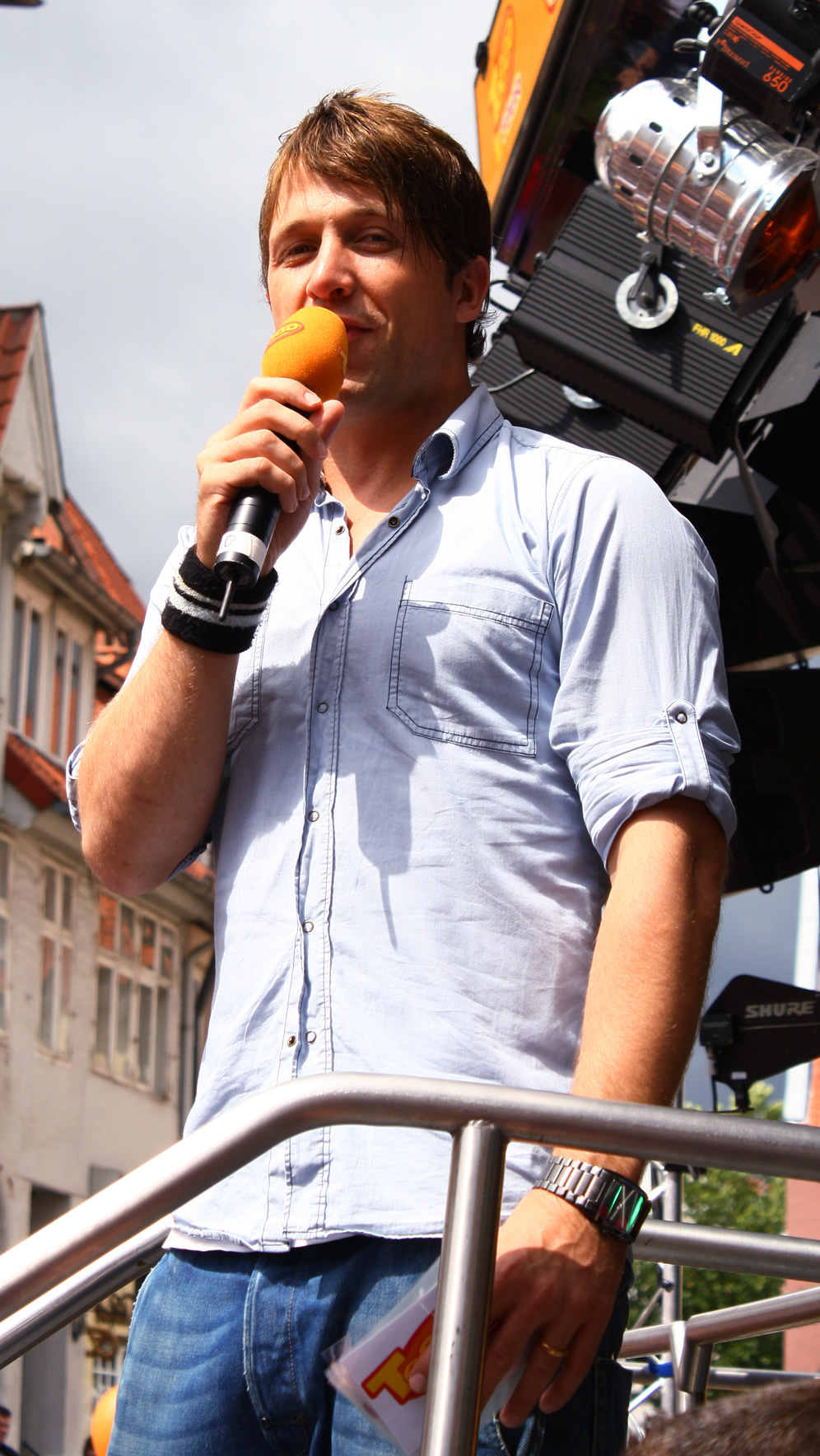
Florian Ambrosius (2009)

Florian Ambrosius (* 21. November 1975 in Lübeck) ist ein deutscher Fernsehmoderator.

## Tätigkeiten
Nach seinem Abitur an der Oberschule zum Dom in Lübeck im Jahr 1996 studierte Florian Ambrosius Sportwissenschaften an der Deutschen Sporthochschule Köln. Er unterbrach sein Studium und arbeitete von 2002 bis 2004 bei filmpool als Zuschauerbetreuer beim RTL-Format Das Familiengericht sowie beim Sat.1-Format Richterin Barbara Salesch. Durch die Zusammenarbeit mit Jan van Weyde wurde er für erste Komparsenrollen engagiert. 2005 schloss er sein Studium als Diplom-Sportwissenschaftler ab.
Danach war Ambrosius gelegentlich für Niedrig und Kuhnt – Kommissare ermitteln tätig. 2005 spielte er bei Zwei bei Kallwass den persönlichen Assistenten von Angelika Kallwass und arbeitete am Drehbuch und in der Regie mit. Seit 2006 moderiert er für Super RTL hauptsächlich Sportformate für Kinder. Von März 2017 bis März 2019 war er im Moderatorenteam vom RTL-Morgenmagazin Guten Morgen Deutschland. 2018 moderierte er die RTL-Kuppel-Show Bachelor in Paradise. Zudem moderierte er 2018 die RTL-Sendung Hol dir die Kohle. 2018 wirkte er beim Promi-Special von Ninja Warrior Germany für den RTL-Spendenmarathon mit und schaffte es dort in die zweite Runde. Seit der NFL-Saison 2023/2024 moderiert er das Format Toggo Touchdown bei Super RTL.
Ambrosius arbeitet auch als Radiomoderator. Er moderiert seit 2020 bei Toggo Radio zusammen mit Vanessa Civiello und Simón Albers die Morgensendung "Euer Morgen – Aufstehen & Aufdrehen".
Er ist Mitglied des Deutschen Journalisten-Verbandes.
Florian Ambrosius ist verheiratet und Vater zweier Kinder. Mit seiner Familie zog er 2022 von Köln nach Schleswig-Holstein zurück. Sie lebt in Neustadt in Holstein, von dort pendelt er jeweils für zwei Wochen im Monat nach Köln.

## Moderationstätigkeiten
- 2005–2006: Toggo United – Die Fußballshow (Super RTL)
- 2006: Toggo Total – WM-Spezial (Super RTL)
- 2007–2012: WOW – Die Entdeckerzone (Super RTL)
- 2008: Spaß-Arena – Die verrückte Spieleshow (Super RTL)
- 2008: EM-Tipps mit Phillip und Florian (Super RTL)
- 2008: Kibama (Super RTL)
- 2008–2009: Disney Hannah Montana Be A Star (Disney Channel und Super RTL)
- 2010: Teenage Rockstar (Super RTL)
- 2010: D.I.E. – Detektive im Einsatz (Super RTL)
- 2011–2012: Schlau mal – Wissen, wie's geht (Super RTL)
- 2014: Gossip – Das Entertainment-Magazin (Sat.1)
- 2015: LIKE! Die größten Internetstorys (RTL II)
- 2017–2019:[6] Guten Morgen Deutschland (RTL)[7]
- seit 2017: Super Toy Club (Super RTL)[8]
- 2018: Bachelor in Paradise (RTL)[9]
- 2018: Hol Dir die Kohle (RTL)[10]
- seit 2020: Euer Morgen – Aufstehen & Aufdrehen (Toggo Radio)
- seit 2023: Toggo Touchdown (Super RTL)[11]